# آشاقی گوزدک
آشاقی گوزدک (به ترکی آذربایجانی: Aşağı Güzdək) یک منطقهٔ مسکونی در جمهوری آذربایجان است که در شهرستان آب‌شوران واقع شده‌است. آشاقی گوزدک ۲٬۷۵۵ نفر جمعیت دارد.